# Historia liczb
Historia liczb – artykuł będący przekrojowym spojrzeniem na historię pojęcia liczby.

## Liczby naturalne
Uważa się, że po raz pierwszy liczb zaczęto używać ok. 30 000 lat p.n.e. Z tego okresu pochodzą kości i inne artefakty, na których znaleziono ślady nacięć, uważane za próbę liczenia. Nie wiadomo, czy zliczano dobra, dni, czy może np. ludzi w konkurencyjnej grupie. Najstarszy znany przykład malowidła z kreskami, sugerującymi liczenie, pochodzi z jaskini w południowej Afryce.
Taki system zapisu liczb nie nadaje się do zapisu dużych liczb. Pierwszy znany pozycyjny system zapisu liczb pochodzi ze starożytnej Mezopotamii (ok. 3400 p.n.e.), i bazuje na liczbie 60. Najstarszy dziesiątkowy system pozycyjny pochodzi z Egiptu (ok. 3100 p.n.e.).
W XIX wieku Russell zdefiniował po raz pierwszy ściśle liczby naturalne jako moce zbiorów skończonych. Peano w 1889 zaksjomatyzował liczby naturalne. Na początku XX wieku von Neumann stworzył swoją konstrukcję liczb naturalnych.

## Dzieje zera
Użycie zera jako liczby powinno zostać odróżnione od użycia jako cyfry. Wiele starożytnych indyjskich tekstów używało sanskryckiego słowa shunya w znaczeniu pustki. W tekstach matematycznych używano go jako liczbę zero. W podobny sposób hinduski gramatyk Panini (V wiek p.n.e.) używał zera w dziele Ashtadhyayi, jego formalnej gramatyce sanskrytu.
Zapiski pokazują, że starożytni Grecy nie byli pewni co do statusu zera jako liczby: pytali „jak nic może być czymś?”, co doprowadziło do interesujących filozoficznych argumentów na temat natury i istnienia zera i próżni. Paradoksy Zenona z Elei w części pochodzą z dwuznacznej interpretacji zera. Starożytni Grecy kwestionowali zresztą także jedynkę jako liczbę.
Późni Olmekowie w południowo-centralnym Meksyku zaczęli używać prawdziwego zera (znak muszli) prawdopodobnie około IV wieku p.n.e., a na pewno w 40 roku p.n.e., kiedy stało się integralną częścią zapisu liczb u Majów, ale nie miało to wpływu na matematykę europejską.
Około 130 roku Klaudiusz Ptolemeusz pod wpływem Hipparcha i Babilończyków używał symbolu zera (małego kółka z długą kreską powyżej) w pozycyjnym systemie używającym alfabetu greckiego jako cyfr. Zero było u niego po raz pierwszy w historii Zachodu używane samodzielnie, nie tylko jako cyfra, ale także jako liczba. W późnym bizantyjskim manuskrypcie jego Syntaxis Mathematica (Almagest), jego znak zera przekształcił się w grecką literę omikron (oznaczającą oryginalnie 70).
Kolejne prawdziwe zero było używane na tablicach liczebników rzymskich ok. 525, ale jako słowo nulla oznaczające nic, a nie jako oddzielny symbol. Kiedy dzielenie dawało resztę zero, używano słowa nihil, także oznaczającego nic. Te średniowieczne zera były potem używane przez wszystkie średniowieczne algorytmy wyznaczania daty Wielkanocy. W 725 św. Beda Czcigodny używał litery N jako symbolu zera, w czym jednak był osamotniony.
Wczesne udokumentowane użycie zera przez Brahmaguptę w tekście Brahmasphutasiddhanta datuje się na rok 628. Używał on zera jako liczby i rozważał działania na nim, włącznie z dzieleniem przez nie. W tym czasie (VII wiek) idea zera dotarła do Kambodży, a później do Chin i świata islamskiego.
Do Europy hinduski system zapisu liczb dotarł w XI wieku za pośrednictwem hiszpańskich Maurów, stąd jego cyfry zostały nazwane cyframi arabskimi. Fibonacci używał w XIII wieku zera, ale tylko jako cyfry. Dopiero w XVII wieku zero było powszechnie rozpoznawane jako liczba w Europie.

## Liczby ujemne
Abstrakcyjna koncepcja liczb ujemnych powstała w pierwszej połowie I wieku p.n.e. Chińska praca Jiu-zhang Suanshu (Dziewięć tekstów o sztuce matematyki) zawierała metody znajdowania powierzchni figur. Czerwone znaki były używane do oznaczania dodatnich współczynników, a czarne – ujemnych. To najwcześniejsza znana wzmianka o liczbach ujemnych na świecie. W kulturze zachodniej pierwsze użycie liczb ujemnych pochodzi z III wieku, kiedy grek Diofantos rozważał zadanie, sprowadzające się do równania {\displaystyle 4x+20=0} w dziele Arithmetica, twierdząc, że to równanie daje absurdalne rozwiązanie.
Na początku VII wieku liczby ujemne były używane w Indiach w celu księgowania długów. Praca Diofantesa była znana i rozważana przez indyjskiego matematyka Brahmaguptę, który w pracy Brahma-Sphuta-Siddhanta 628 używał liczb ujemnych w celu stworzenia ogólnej postaci funkcji kwadratowej. Jednak kiedy w XII wieku w Indiach Bhaskara uzyskał ujemne pierwiastki równania kwadratowego, stwierdził, że ujemne wartości „w tym przypadku nie powinny być brane, gdyż są nieadekwatne. Ludzie ich nie aprobują.”
Większość europejskich matematyków odrzucała koncepcję liczb ujemnych aż do XVII wieku, chociaż Fibonacci akceptował ujemne rozwiązania w zagadnieniach finansowych, gdzie reprezentowały ujemne salda (rozdział 13 Liber Abaci, rok 1202) oraz straty (w pracy Flos). W tym samym czasie, Chińczycy oznaczali liczby ujemne przez przekreślenie ostatniej niezerowej cyfry liczby. W Europie liczb ujemnych użył Chuquet w XV wieku. Używał ich jako wykładników, nazywając „liczbami absurdalnymi”.
Aż do XVIII wieku powszechnie nie uznawano liczb ujemnych i odrzucano ujemne rozwiązania równań jako nie posiadające interpretacji.

## Liczby wymierne
Prawdopodobnie idea ułamków pojawiła się już w czasach prehistorycznych. Nawet starożytni Egipcjanie pisali teksty matematyczne z użyciem ułamków. Klasyczni Grecy i matematycy indyjscy opracowali teorię liczb wymiernych. Najbardziej znanym przykładem ich użycia są Elementy Euklidesa (ok. 300 p.n.e.). Z tekstów indyjskich najbardziej godna wzmianki jest Sthananga Sutra.
Koncepcja ułamków jest blisko związana z ich zapisem dziesiętnym. Obydwie idee powstawały równolegle. Na przykład w tekstach indyjskich stosowano zapis dziesiętny ułamków do przybliżonego podawania wartości π, czy pierwiastka z dwóch. Podobnie babilońskie teksty matematyczne często używały ułamków o mianowniku będącym potęgą sześćdziesiątki. Do dziś pozostały ślady tego w przyjmowanym podziale jednego stopnia kątowego na 60 minut kątowych, a następnie 60 sekund oraz w systemie kopowym, z którego pochodzą takie pojęcia jak kopa (60 jednostek), mendel (15 jednostek – czwarta część kopy), czy tuzin (12 jednostek – piąta część kopy).
W Europie jednak zapis dziesiętny ułamków długo nie był popularny, dopiero w XVII wieku upowszechnił się wśród matematyków.

## Historia liczb niewymiernych
Po raz pierwszy liczby niewymierne użyte zostały w indyjskich tekstach Shulba Sutras, napisanych między 800 a 500 rokiem p.n.e. Pierwszy dowód istnienia liczb niewymiernych jest zwykle przypisywany Hippasusowi z Mezopotamii, pitagorejczykowi, który udowodnił niewymierność pierwiastka z dwóch. Związana jest z tym pewna opowieść, nie wiadomo czy prawdziwa: Pitagoras wierzył w absolutną naturę liczb, i nie potrafił zaakceptować odkrycia swego ucznia. Intelektualnie nie potrafił wprawdzie obalić dowodu, jednak podważało to fundamenty jego wiary, skazał więc Hippasusa na śmierć przez utopienie.

## Liczby algebraiczne, przestępne i rzeczywiste
Ułamki łańcuchowe, blisko związane z liczbami niewymiernymi, wprowadził Cataldi w 1613, następnie zajmował się nimi Euler, a na początku XIX wieku ich teorię rozwinął Joseph Louis Lagrange.
W 1618 roku Napier w pracy o logarytmach wprowadził liczbę {\displaystyle e} (podstawa logarytmu naturalnego).
Pierwsze wyniki dotyczące liczb przestępnych uzyskał Lambert, dowodząc w 1761, że π nie jest liczbą wymierną, oraz że {\displaystyle e^{x},} gdzie {\displaystyle x} jest niezerową liczbą wymierną jest niewymierne.
Legendre rozszerzył ten dowód, pokazując że π nie jest pierwiastkiem kwadratowym żadnej liczby wymiernej. Poszukiwanie rozwiązań równań piątego stopnia doprowadziło do dalszego postępu, kiedy okazało się, iż ogólna postać rozwiązania nie daje się zapisać w postaci wzoru z użyciem czterech działań arytmetycznych i pierwiastkowania. (twierdzenie Abela-Ruffiniego, Ruffini 1799, Abel 1824). W ten sposób wydzielono liczby algebraiczne, będące pierwiastkami wielomianów. Galois (1832) połączył teorię tych równań z utworzoną przez siebie teorią grup.
Liouville (1844, 1851) odkrył, że istnieją liczby rzeczywiste niebędące algebraicznymi, liczby przestępne. Hermite udowodnił w 1873 że {\displaystyle e} jest liczbą przestępną, a Lindemann wykazał w 1882, że π jest przestępne. W końcu Cantor pokazał, że zbiór liczb rzeczywistych ma większą moc, niż zbiór liczb algebraicznych, co potocznie oznacza, że liczb przestępnych jest nieskończenie razy więcej.
W XIX wieku ściśle zdefiniowano zbiór liczb rzeczywistych. Opublikowano prace Weierstrassa (1872), Heinego, Cantora i Dedekinda. Metoda Weierstrassa została rozwinięta przez Pincherle (1880), a Dedekinda przez jego własną pracę z 1888 oraz pracę Tannery’ego z 1894. Weierstrass, Cantor, i Heine konstruując liczby rzeczywiste bazowali na szeregach nieskończonych, a Dedekind stworzył przekroje Dedekinda. Idea została rozwinięta przez Weierstrassa, Kroneckera, i Charlesa Méray.

## Liczby zespolone
Najwcześniejsze odniesienia do pierwiastków kwadratowych liczb ujemnych znalazły się w pracy Herona z Aleksandrii z I wieku n.e. Dopiero jednak w XVI wieku pierwiastki takie stały się naprawdę istotne, kiedy odkryto, że ogólne wzory na rozwiązania równań trzeciego i czwartego stopnia dają się łatwo wyprowadzić, tylko jeśli po drodze dopuścimy pierwiastki kwadratowe z liczb ujemnych, nawet jeśli jesteśmy zainteresowani jedynie wynikami w liczbach rzeczywistych. (Tartaglia, Cardano).
Było to dosyć zaskakujące dla ówczesnych matematyków, szczególnie biorąc pod uwagę, że nie w pełni zaakceptowano nawet liczby ujemne (por. fałszywy pierwiastek). Liczby takie początkowo nazywane były fikcyjnymi. Termin liczby urojone (łac. imaginaris) zawdzięczamy Kartezjuszowi (Geometria 1637), który chciał w ten sposób zaakcentować ich „nierzeczywistość” i absurdalność w odróżnieniu od dobrze znanych liczb „istniejących w rzeczywistości” (rzeczywistych, łac. realis). Kolejne zamieszanie wprowadziło równanie {\displaystyle {\sqrt {-1}}^{2}={\sqrt {-1}}{\sqrt {-1}}=-1,} które zaprzecza zależności {\displaystyle {\sqrt {a}}{\sqrt {b}}={\sqrt {ab}},} prawdziwej dla dodatnich liczb rzeczywistych. Nieprawdziwość tego równania (i związanego z nim {\displaystyle {\frac {1}{\sqrt {a}}}={\sqrt {\frac {1}{a}}}}) w przypadku, gdy {\displaystyle a} i {\displaystyle b} są ujemne zaskoczyła nawet Eulera. W końcu wprowadził on w 1777 roku symbol {\displaystyle i} zamiast {\displaystyle {\sqrt {-1}},} aby ustrzec się podobnych pomyłek.
XVIII wiek ujrzał prace de Moivre’a i Eulera. Temu pierwszemu zawdzięczamy wzór de Moivre’a:
{\displaystyle (\cos \theta +i\sin \theta )^{n}=\cos n\theta +i\sin n\theta ,}
a drugiemu wzór Eulera (1748):
{\displaystyle \cos \theta +i\sin \theta =e^{i\theta }.}
Istnienie liczb zespolonych nie zostało powszechnie zaakceptowane aż do powstania ich geometrycznej interpretacji jako płaszczyzny zespolonej. Idea ta pojawiła się już w 1685, w De Algebra tractatus Wallisa, potem została zapomniana, ponownie odkryta przez Wessela w 1799, i kolejny raz niezależnie odkryta i spopularyzowana przez Gaussa.
Także w 1799 Gauss przedstawił pierwszy ogólnie zaakceptowany dowód podstawowego twierdzenia algebry, pokazując że każdy wielomian nad ciałem liczb zespolonych ma pełny zestaw rozwiązań w tym ciele. Do zaakceptowania liczb zespolonych przyczyniły się też prace Cauchy’ego oraz Abela.

## Liczby pierwsze
Liczby pierwsze były badane od czasów starożytnych. Euklides poświęcił im księgę w Elementach. Zaprezentował w nich m.in. algorytm znajdowania największego wspólnego dzielnika oraz udowodnił, że liczb pierwszych jest nieskończenie wiele.
W 240 p.n.e. Eratostenes użył algorytmu nazwanego sitem Eratostenesa do szybkiego znajdowania liczb pierwszych.
Dalszy postęp w dziedzinie teorii liczb nastąpił w epoce Renesansu. W 1796 Legendre podał wzór na gęstość rozmieszczenia liczb pierwszych. Wzór został ostatecznie udowodniony przez Hadamarda i de la Vallée-Poussina w 1896. W 1859 Riemann stworzył słynną hipotezę, do dziś nieudowodnioną, dotyczącą pierwiastków funkcji dzeta. Inną dotąd nieudowodnioną hipotezą dotyczącą liczb pierwszych jest hipoteza Goldbacha mówiąca, że dowolną liczbę parzystą większą od 2 można przedstawić w postaci sumy dwóch liczb pierwszych.